# Hans Globke
Hans Globke (Düsseldorf, 10 de septiembre de 1898-Bonn, 13 de febrero de 1973) fue un jurista y funcionario público alemán. Es conocido por su controvertido papel durante el régimen nazi y su posterior carrera en la República Federal de Alemania.
Globke se unió al Partido Nazi en 1933 y ocupó varios cargos importantes en el Ministerio del Interior durante el Tercer Reich. Su participación en la redacción de leyes antisemitas y en la elaboración de las Leyes de Núremberg contra los judíos ha sido objeto de crítica y debate.
Después de la Segunda Guerra Mundial, Globke cooperó con las autoridades aliadas y fue exonerado de cargos de crímenes de guerra. Posteriormente, desempeñó un papel destacado en la administración pública de la República Federal de Alemania, considerándosele como una eminencia gris del canciller Konrad Adenauer de quien fue Subsecretario de Estado y Jefe de Gabinete.
En particular, su participación en la redacción de comentarios marginales sobre las leyes raciales nazis, conocidos como los Comentarios de Globke, generó críticas y cuestionamientos sobre su responsabilidad y ética. Su influencia en la Alemania Federal llevó a que fuera quien lograra los acuerdos entre Estados Unidos y la nueva Alemania, y también ayudó a forjar los acuerdos entre los servicios secretos occidentales y la OTAN, siendo un anticomunista convencido.
La controversia en torno a Hans Globke ha llevado a debates sobre su legado y su papel en la historia de Alemania. Su influencia en el sistema legal y político de la posguerra sigue siendo objeto de estudio y reflexión en la actualidad.

## Primeros años y educación
Hans Globke nació el 10 de septiembre de 1898 en Düsseldorf, Alemania. Después de completar su educación secundaria, estudió derecho en la Universidad de Bonn y la Universidad de Colonia. Durante sus años universitarios, Globke mostró un interés particular en cuestiones legales y políticas.
Después de graduarse, Globke comenzó su carrera como abogado y se unió al servicio civil en el Ministerio del Interior prusiano en 1929. Durante este período, adquirió experiencia en asuntos legales y administrativos, lo que sentó las bases para su futura carrera en el gobierno.
El ascenso al poder del Partido Nazi en 1933 marcó un punto de inflexión en la vida de Globke. Se unió al partido y fue ascendido rápidamente a puestos de alto rango en el Ministerio del Interior del Reich. Durante su tiempo en el ministerio, Globke desempeñó un papel clave en la redacción y aplicación de las leyes antisemitas y en la elaboración de políticas discriminatorias contra los judíos.
Estos primeros años en la carrera de Globke estuvieron marcados por su colaboración activa con el régimen nazi y su participación en la implementación de políticas represivas. Su papel durante este período sería objeto de controversia y debate durante el resto de su vida y más allá.